# حادثة 28 يناير
حادثة 28 يناير (28 يناير 1932 - 3 مارس 1932) كانت حربًا قصيرة بين جيوش جمهورية الصين وإمبراطورية اليابان، قبل اندلاع الحرب اليابانية الصينية الثانية رسميًا في عام 1937.

## التسمية
عرفت الحرب في الصين بحادثة 28 يناير، في حين أن غالبًا ما أطلقت عليها المصادر الغربية حرب 1932 في شانغهاي، أو باختصار حادثة شنغهاي. بينما عرفت في اليابان بـ حادثة شانغهاي الأولى، لتمييزها عن حادثة شانغهاي الثانية، وهو الاسم الياباني لمعركة شانغهاي التي وقعت خلال المراحل الأولى من الحرب اليابانية الصينية الثانية في عام 1937.
بعد حادثة موكدين، سيطرت اليابان على معظم منطقة شمال شرق الصين، وأسست حكومة عميلة في مانشوكو. ومع ذلك، خططت القوات العسكرية اليابانية لزيادة النفوذ الياباني في مناطق أخرى، وخاصة في شانغهاي.

## المقدمات
من أجل تبرير الحرب، حرض الجيش الياباني على الأعمال المعادية لليابانيين. وفي 18 يناير، تعرض خمسة رهبان بوديين يابانيين، بالقرب من مصنع سانيو في شانغهاي من قبل مدنيين صينيين ثائرين، وأصيب اثنين منهم بجروح خطيرة، وتوفي أحدهم. وخلال الساعات القليلة التالية، أحرقت مجموعة المصنع (هناك مصادر تشير إلى أن ذلك تم يد عملاء لليابان، على الرغم من أنه قد يكون صينيون هم من فعلوا ذلك ردًا على اعتداءات شرطة بلدية شانغهاى لمكافحة الشغب في أعقاب ضرب الرهبان). كما قتل شرطي وجرح آخرين، بعدما وصلوا لإخماد الاضطراب. أثار ذلك موجة من الاحتجاجات المناهضة لليابانيين والمعادية للإمبريالية في المدينة، وانطلقت مسيرات في شوارع شانغهاي تدعو إلى مقاطعة البضائع اليابانية الصنع.

## الأحداث

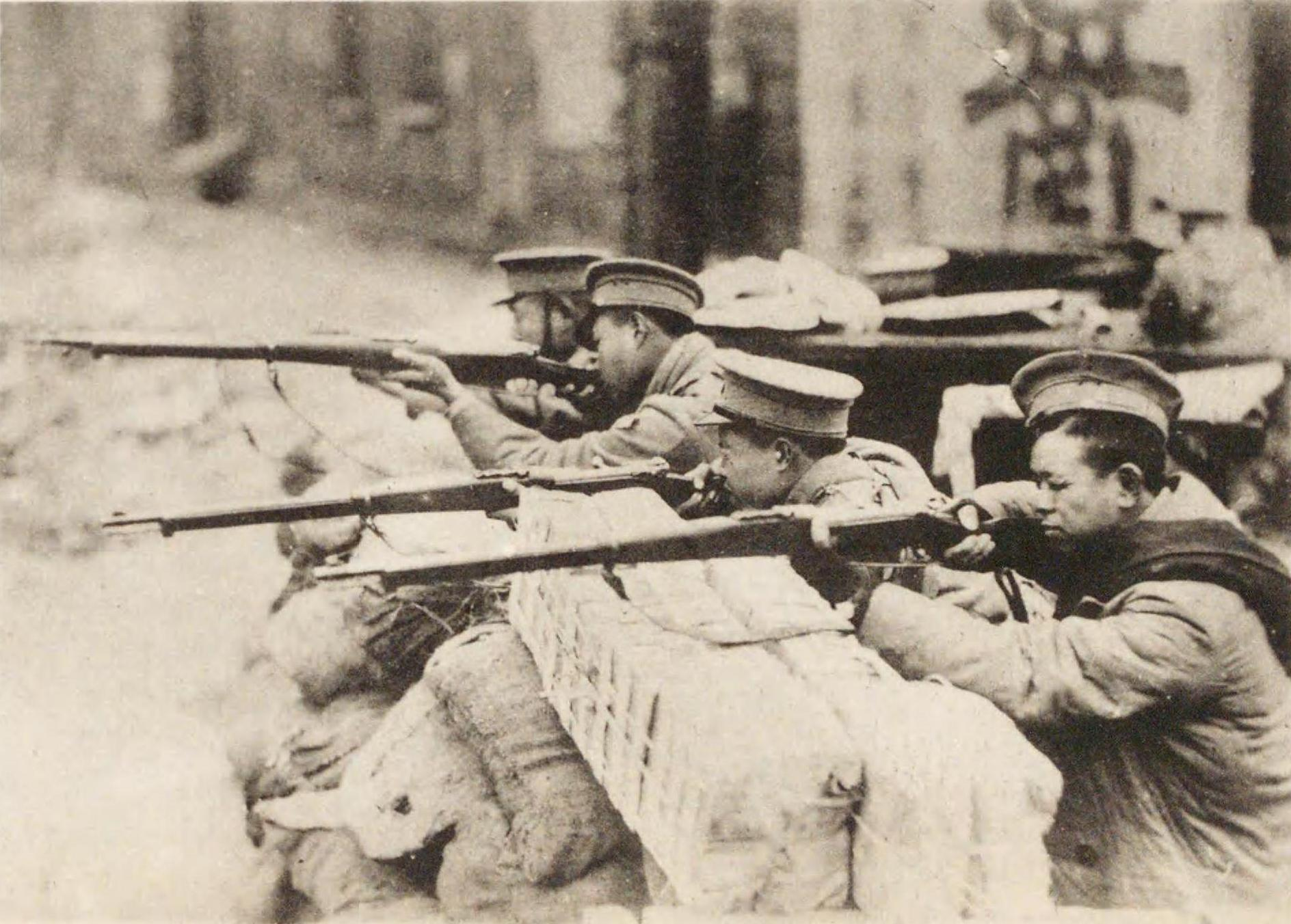
جنود صينيون في اشتباك مع اليابانيين في المعركة.

استمر الوضع في التدهور خلال الأسبوع التالي، وبحلول 27 يناير، كان الجيش الياباني قد حشد بالفعل نحو ثلاثين سفينة وأربعين طائرة، ونحو 7,000 جندي حول شانغهاى، من أجل إخماد أي مقاومة في حال اندلاع العنف، وبحجة الدفاع عن المواطنين اليابانيين.
أنذرت اليابان مجلس بلدية شانغهاي، وطالبته بإدانة المشاغبين والتعويض النقدي عن أي من الممتلكات اليابانية التي تضررت في الأحداث، كما طالبت الحكومة الصينية باتخاذ خطوات نشطة لمنع مزيد من الاحتجاجات المناهضة لليابانيين في المدينة. وبعد ظهر يوم 28 يناير، وافق مجلس بلدية شانغهاى على هذه المطالب.
خلال تلك الفترة، كان الجيش الصيني التاسع عشر يحتشد خارج المدينة، مما تسبب في ذعر في كل من الإدارة الصينية في شانغهاى والأجانب. كان الصينيون ينظرون إلى الجيش التاسع عشر، أنهم مجرد أمراء حرب ويمثلون خطرًا على شانغهاي تمامًا كالجيش الياباني. لذا، قدمت شانغهاى رشوة كبيرة للجيش التاسع عشر على أمل أن ينسحب، ولا يستثير اليابانيين.
ومع ذلك، في منتصف ليلة 28 يناير، قصفت حاملة طائرات يابانية شنغهاي، وبدأ ثلاثة آلاف جندي ياباني في مهاجمة أهداف مختلفة، مثل محطة القطار الشمالية وأطراف المدينة، وبدأت في غزو منطقة شمال هونجكيو اليابانية وغيرها من مناطق خور سوتشو. وفي مفاجئة للكثيرين، لم يغادر الجيش التاسع عشر الصيني، ليقاوم اليابانيين.
ورغم أن المعارك بدأت في حي هونجكاو الدولي، إلا أنها سرعان ما امتدت إلى خارجه إلى مناطق السيطرة الصينية. تدخلت البلدان الأخرى ذات المصالح في شانغهاي، مثل الولايات المتحدة والمملكة المتحدة وفرنسا في محاولة للتفاوض على وقف إطلاق النار بين اليابان والصين. ومع ذلك، رفضت اليابان واستمرت في حشد قواتها في المنطقة. وفي 12 فبراير، توسط الأمريكيون والبريطانيون والفرنسيون لوقف إطلاق النار لمدة نصف يوم من أجل جهود الإغاثة الإنسانية للمدنيين الذين حوصروا في تبادل إطلاق النار. في 30 يناير، قررت تشيانغ كاي شيك نقل العاصمة مؤقتًا نانجينغ إلى لويانغ كإجراء طارئ، لقرب نانجينغ من شانغهاي.
في 12 فبراير، أصدر اليابانيون إنذار آخر، مطالبين بأن تراجع الجيش الصيني 20 كم بعيدًا عن حدود الامتيازات في شانغهاي، وهو الطلب الذي رفض فورًا من قبل القوات الصينية. كانت اليابان لا تزال غير قادرة على السيطرة على المدينة بحلول منتصف فبراير، فزيدت أعداد القوات اليابانية إلى 90 ألف جندي تقريبًا، مع دعم من 300 طائرة و80 سفينة حربية.
في 14 فبراير، وجه شيانج كاي شيك الجيش الثوري الخامس، إلى شانغهاي، والذي كان يعد في ذلك الوقت، الأفضل في الصين، نظرًا لتدريبه الألماني ومعداته الحديثة. وفي 20 فبراير، اشتدّ القصف الياباني لإرغام الصين على الابتعاد عن مواقعها الدفاعية، فتدهورت المواقف الدفاعية الصينية بسرعة دون دعم بحرية ومدفعي، وانخفض عدد المدافعين إلى أقل من 50,000 جندي. كما زادت القوات اليابانية إلى أكثر من 100 ألف جندي مدعومة بالقصف الجوي والبحري.
في 29 فبراير، أنزلت الفرقة اليابانية الحادية عشر مشاة خلف الخطوط الصينية، وشنّ المدافعون هجومًا مضادًا يائسًا في 1 مارس، ولكنهم لم يتمكنوا من طرد اليابانيين. وفي 2 مارس، أرسل الجيش التاسع عشر برقية تفيد بأنه من الضروري الانسحاب من شانغهاي بسبب نقص الإمدادات والأفراد، وانسحب في اليوم التالي، الجيشان الصينيان، لتنتهي المعركة رسميًا.

## السلام
وفي 4 مارس، أصدرت عصبة الأمم قرارًا يطالب بوقف إطلاق النار، حتى ولو استمر القتال المتقطع. وفي 6 مارس، وافقت الصين على وقف القتال من جانب واحد، على الرغم من أن رفض اليابان وقف إطلاق النار. وفي 14 مارس، وصل ممثلون من عصبة الأمم إلى شانغهاي إلى القوات اليابانية للتفاوض. وأثناء المفاوضات، استمر القتال المتقطع في مناطق عدة.
وفي 5 مايو، وقعت الصين واليابان "اتفاق شانغهاي لوقف إطلاق النار"، جعل هذا الاتفاق شانغهاي منطقة منزوعة السلاح، وحرمت الصين من نشر قوات في المناطق المحيطة بشانغهاي وسوتشو وكونشان، بينما سمحت بوجود وحدات يابانية قليلة في المدينة، ووجود قوة شرطة صينية صغيرة داخل المدينة.

## النتائج
اغتيل يوشينوري شيراكاوا قائد القوات اليابانية على يد القومي الكوري يون بونغ جيل أثناء المعركة، وتوفي في 26 مايو.
وبعد التوسط في وقف إطلاق النار، أعيد تكليف الجيش التاسع عشر لقمع تمر الحزب الشيوعي الصيني في فوجيان، وبعد تحقيق بعض الانتصارات في المعارك ضد الشيوعيين، تم التفاوض على السلام معهم. وفي 22 نوفمبر، ثار قادة الجيش التاسع عشر على حكومة الكومينتانغ، وأنشأوا حكومة الشعب في فوجيان، مستقلين عن جمهورية الصين. لم تحض هذه الحكومة الجديدة بتأييد الشيوعيين، وسرعان ما سحقتها جيوش شيانج كاي شيك في يناير 1934. هرب قادة الجيش إلى هونغ كونغ، وتم تسريح باقي الجيش وإعادة تعيينه في وحدات أخرى في الجيش الثوري الوطني.

## وصلات خارجية
- WW2DB: First Battle of Shanghai
- Shanghai 1932 from Axis History Forum (Article, maps, orbat info and discussion)
  - Photos of Shanghai 1932 from Axis History Forum
- "On The Eastern Front", April 1932, Popular Science photo collection of Invasion of Manchuria and Shanghi International Settlement Incident
- Robert Short, US pilot in the war